# Пам'ятний трофей Гарта
Пам'ятний трофей Гарта (англ. Hart Memorial Trophy) — нагорода, яку щорічно вручають найцінношому гравцеві (MVP) Національної хокейної ліги (НХЛ) за підсумками регулярного чемпіонату. Переможець визначається за допомогою голосування представників Асоціації професійних журналістів НХЛ у кожному з міст, де є клуб НХЛ.
Затверджений у 1924 році як Трофей Гарта, а з 1960 року має назву Пам'ятний трофей Гарта.

## Історія
Трофей був подарований лізі у 1923 році доктором Девідом А. Гартом, батьком Сесіла Гарта, колишнього тренера і менеджера «Монреаль Канадієнс». Нагорода була заснована у 1924 році, а її першим володарем став Френк Найбор — нападник клубу «Оттава Сенаторс». 1960 року Національна хокейна ліга передала оригінальний Трофей Гарта до Зали слави хокею, після чого заснувала новий, який отримав назву Пам'ятний трофей Гарта. 
Вейн Грецкі став володарем рекордних 9 трофеїв впродовж своєї кар'єри, зокрема 8 поспіль з 1980-87 роки. Грецкі разом зі своїм одноклубником по «Едмонтон Ойлерс» Марком Мессьє єдині гравці, які стали володарями трофею, виступаючи більше ніж за одну команду. 
Найбільшу кількість трофеїв здобули хокеїсти «Монреаль Канадієнс» — 17, друге місце посідають «Бостон Брюїнс» — 12, потім «Детройт Ред-Вінгс» і «Едмонтон Ойлерс» — по 9. Джо Торнтон став першим гравцем,який змінив команду впродовж сезону, коли здобув трофей (у сезоні 2005–06 виступав за «Бостон Брюїнс» і «Сан-Хосе Шаркс»).
Голосування проводиться наприкінці регулярного чемпіонату членами Асоціації професійних журналістів НХЛ, а кожний виборець обирає 5 кандидатів за системою очок 10-7-5-3-1. Потім оголошуються 3 фіналісти, а трофей вручається на церемонії нагородження після закінчення серії плей-оф. 
У сезоні 2001–02 під час голосування Жозе Теодор і Джером Ігінла набрали однакову кількість голосів. Було проведено додаткове голосування за перше місце: Теодор переміг з 86 голосами, а Ігінла набрав 82.

## Володарі

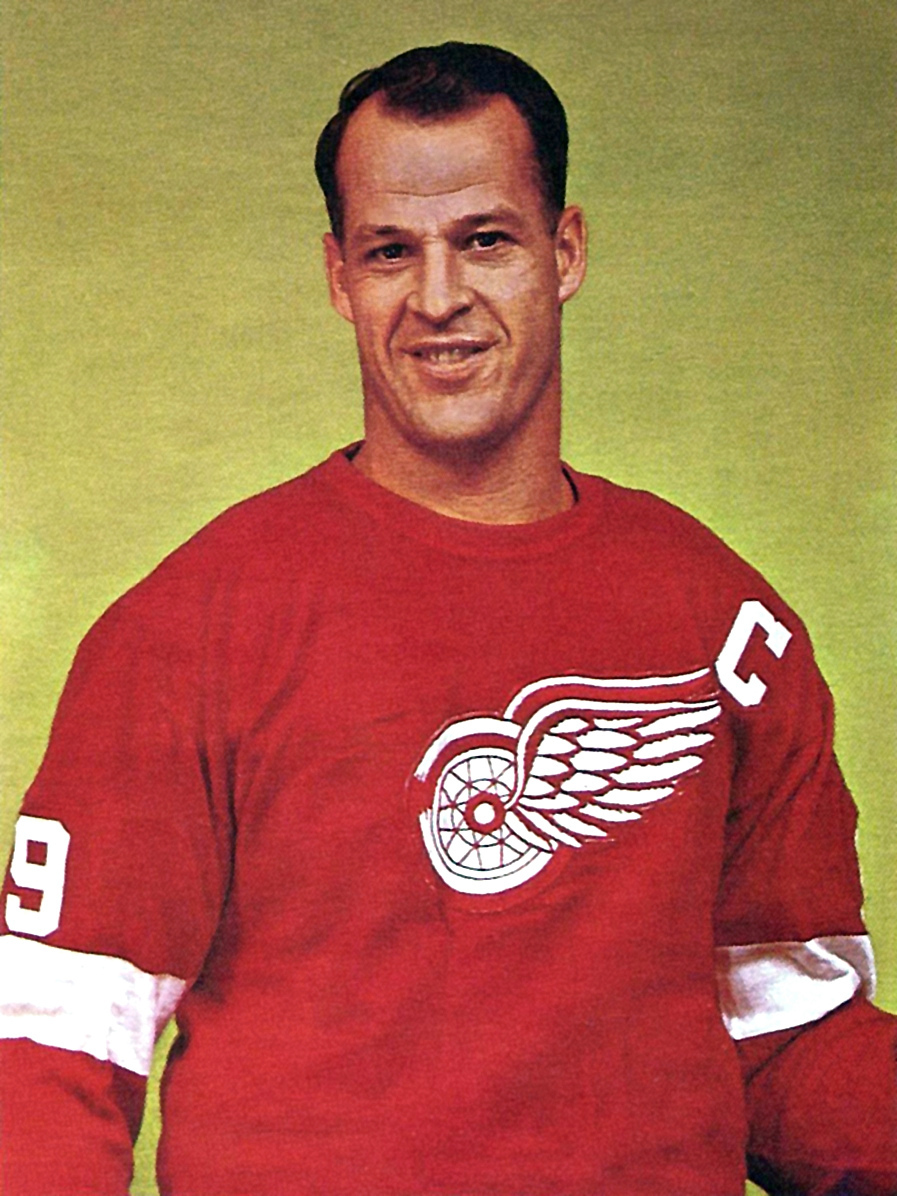
Горді Хоу

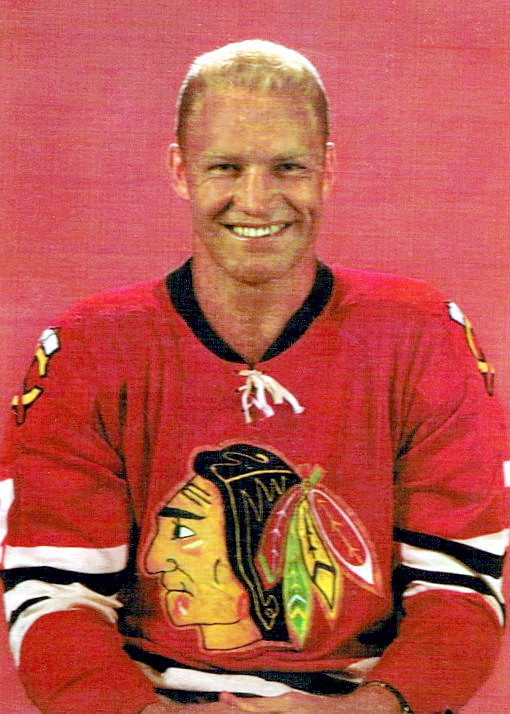
Боббі Галл

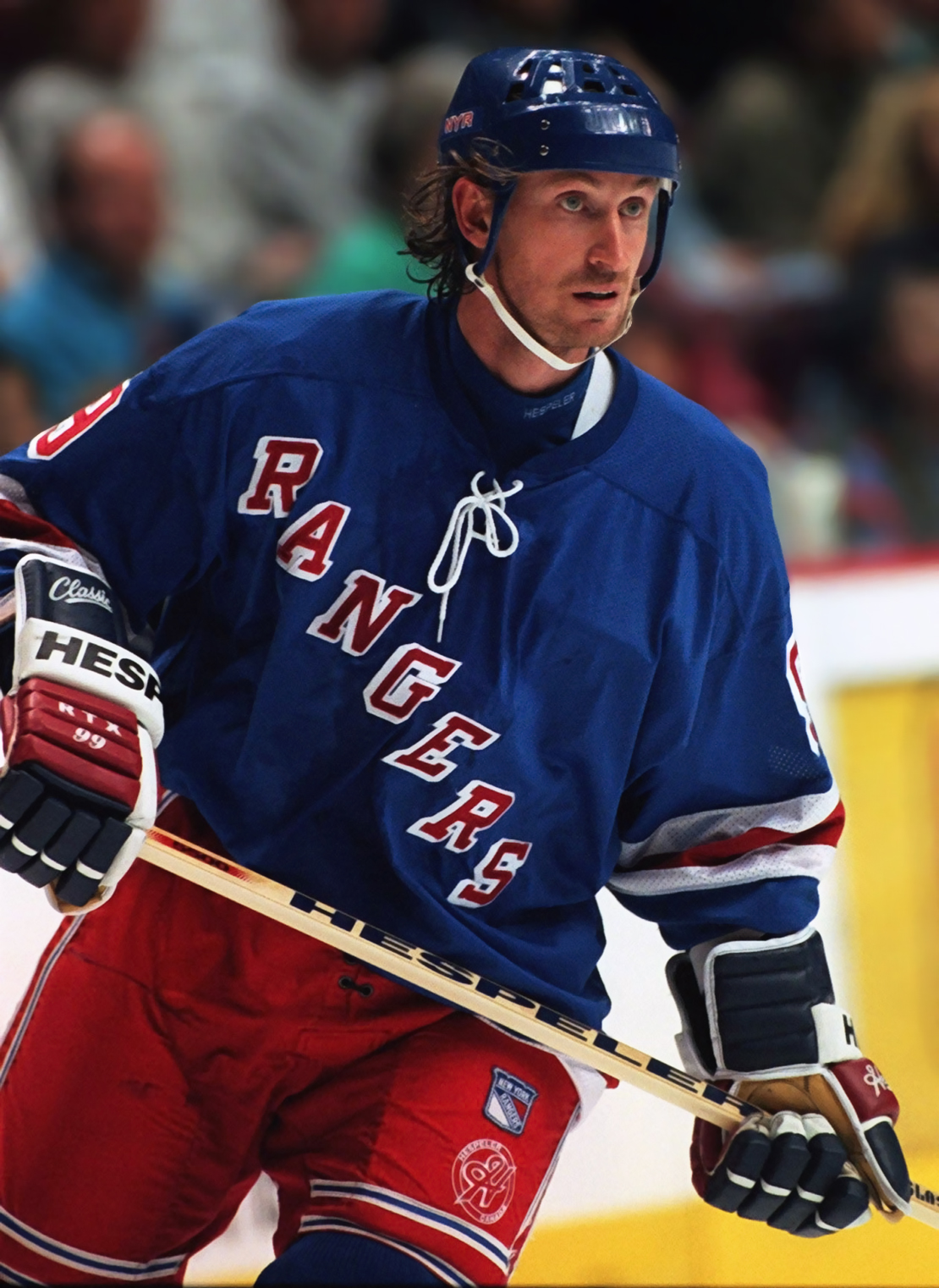
Вейн Грецкі

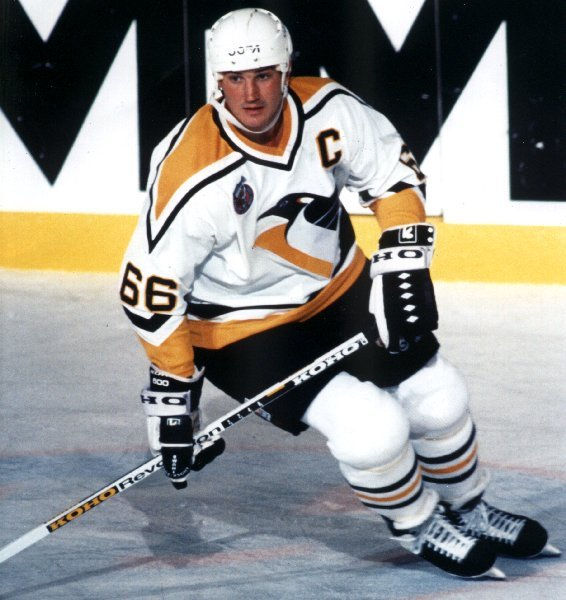
Маріо Лем'є

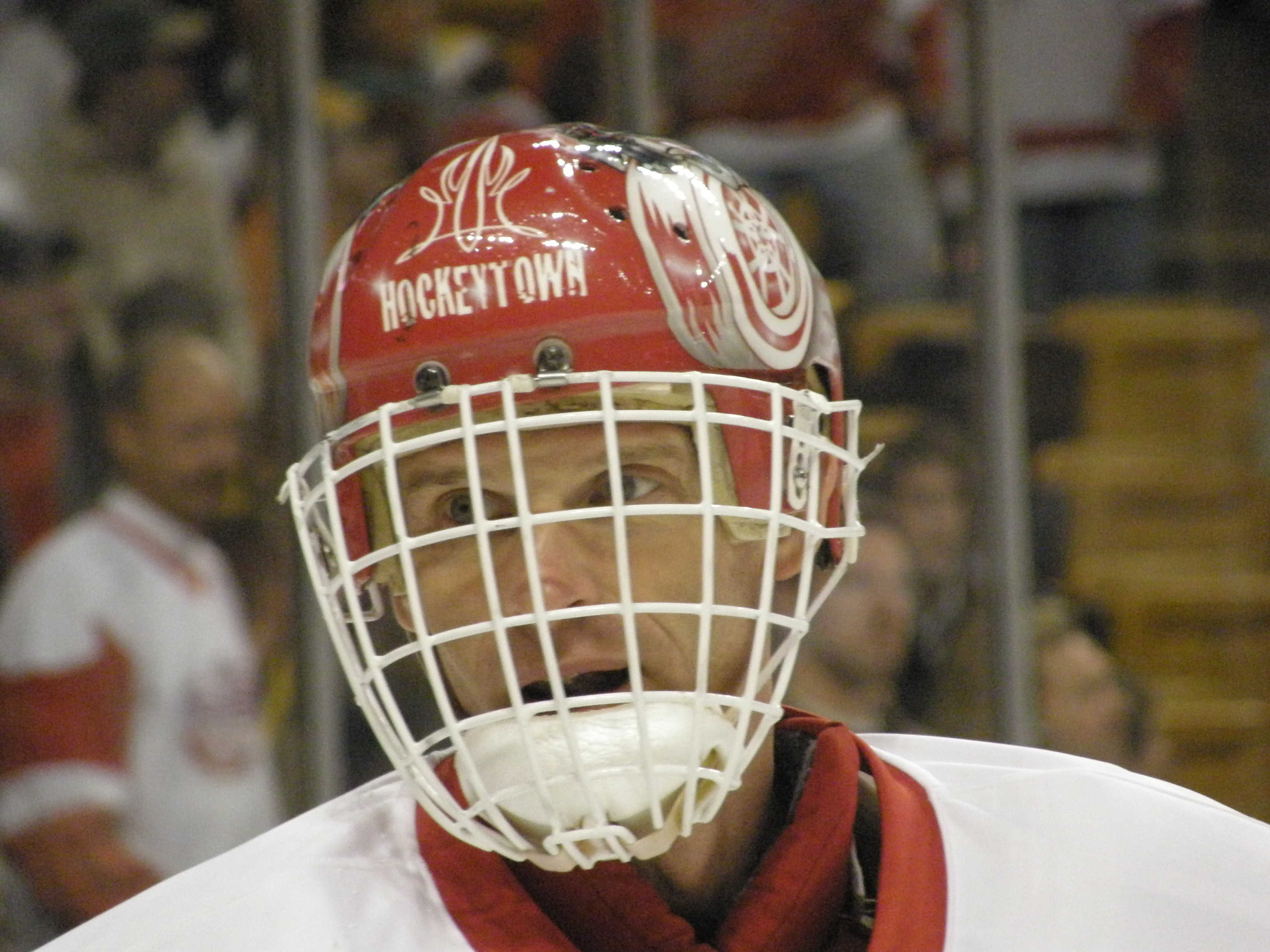
Домінік Гашек

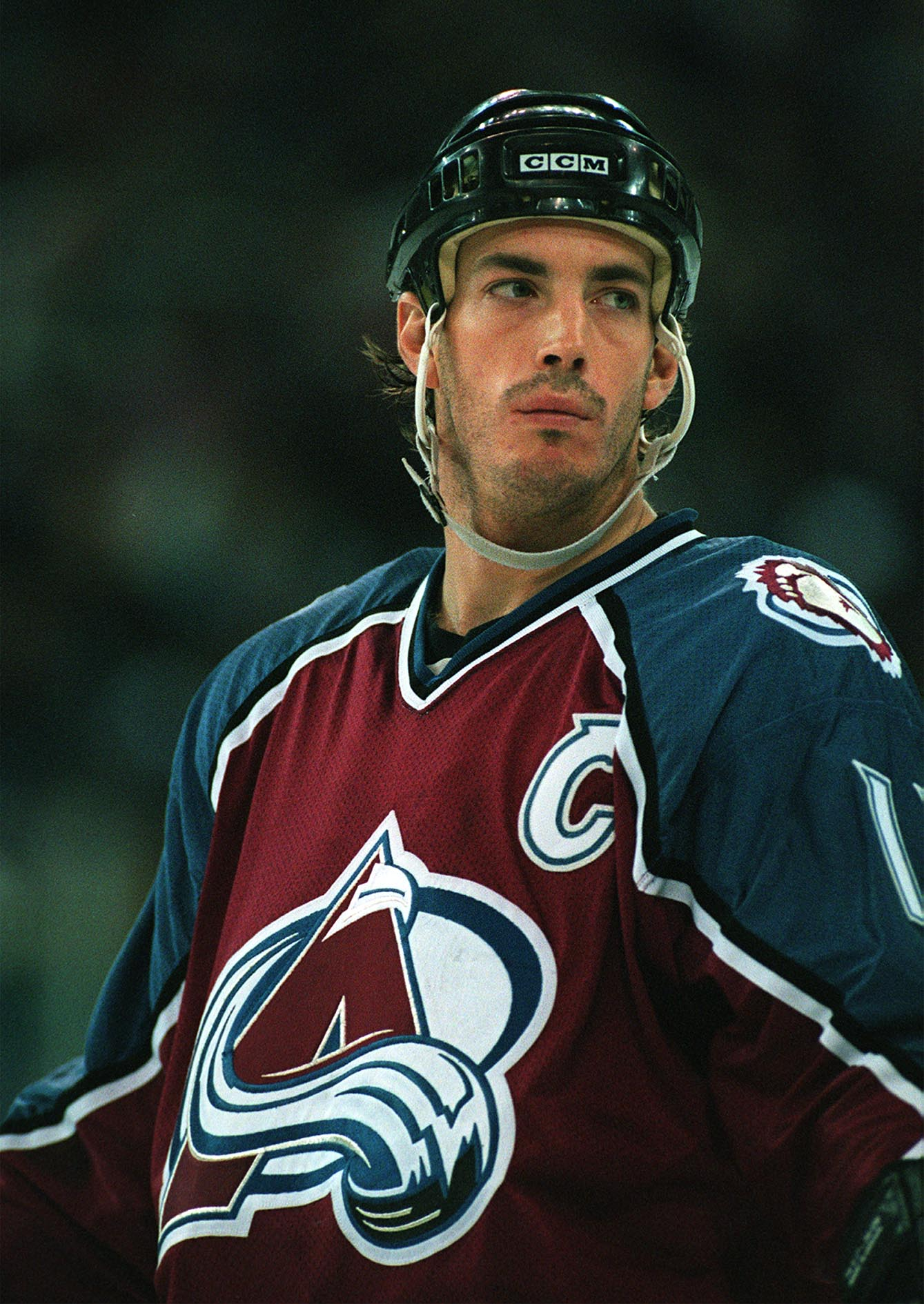
Джо Сакік

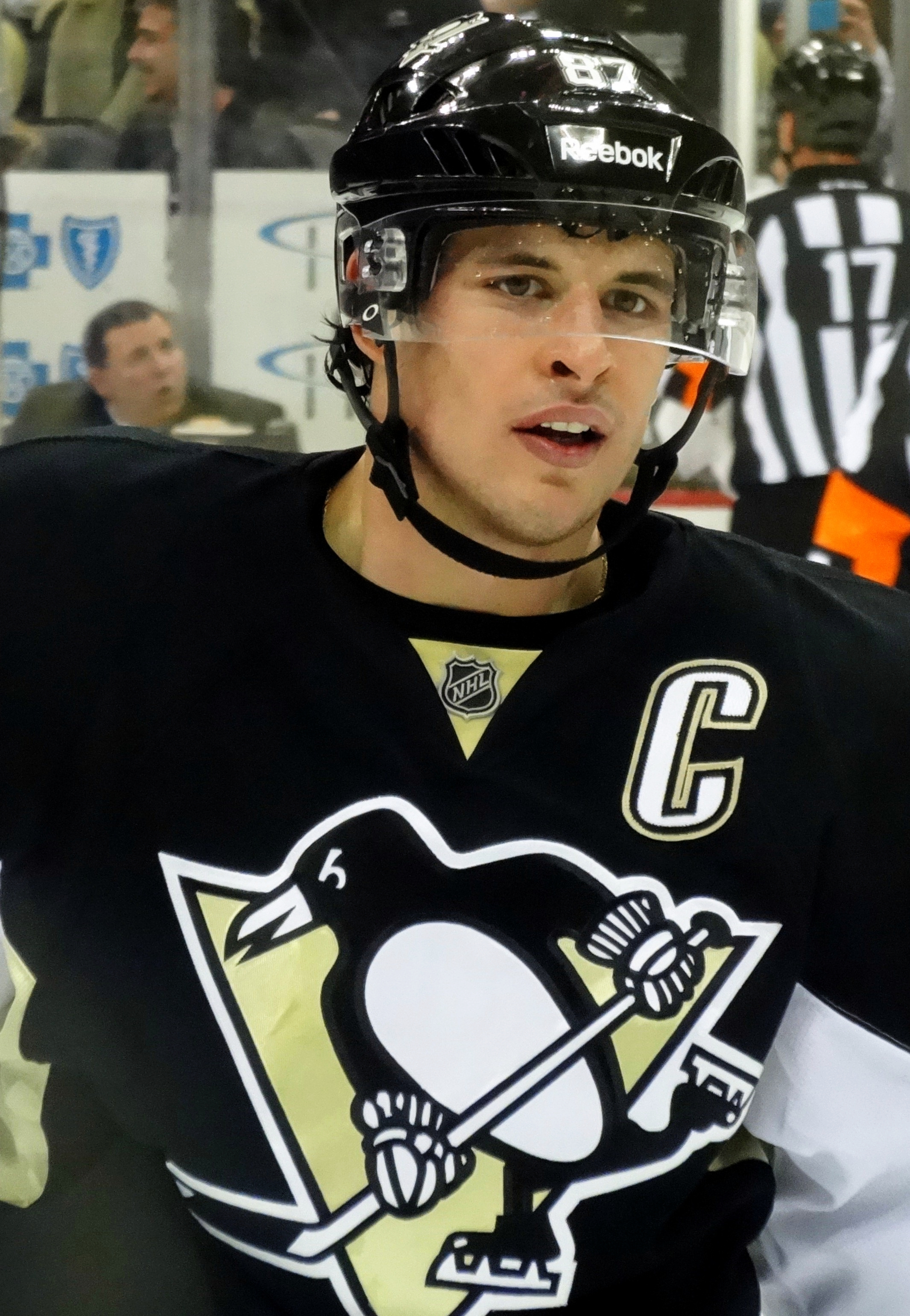
Сідні Кросбі

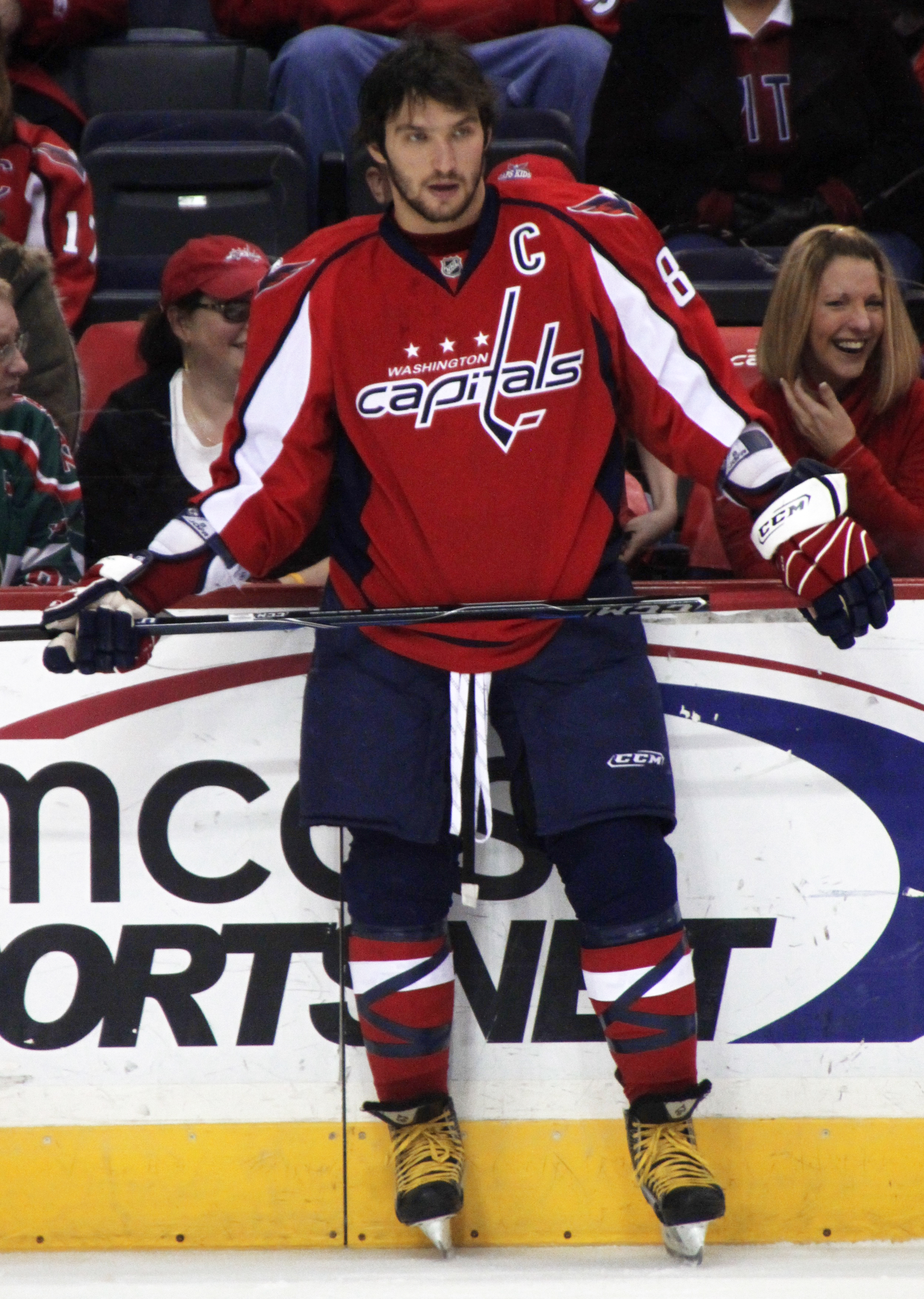
Олександр Овечкін

| Ц  | центральний нападник |
| ЛН | лівий нападник       |
| З  | захисник             |
| ПН | правий нападник      |
| В  | воротар              |

| Сезон   | Гравець           | Команда                      | Позиція | Кількість нагород |
| ------- | ----------------- | ---------------------------- | ------- | ----------------- |
| 1923–24 | Найбор Френк      | Оттава Сенаторс              | Ц       | 1                 |
| 1924–25 | Біллі Барч        | Гамільтон Тайгерс            | Ц       | 1                 |
| 1925–26 | Нельс Стюарт      | Монреаль Марунс              | Ц       | 1                 |
| 1926–27 | Герб Гардінер     | Монреаль Канадієнс           | З       | 1                 |
| 1927–28 | Гові Моренц       | Монреаль Канадієнс           | Ц       | 1                 |
| 1928–29 | Рой Вортерс       | Нью-Йорк Амеріканс           | В       | 1                 |
| 1929–30 | Нельс Стюарт      | Монреаль Марунс              | Ц       | 2                 |
| 1930–31 | Гові Моренц       | Монреаль Канадієнс           | Ц       | 2                 |
| 1931–32 | Гові Моренц       | Монреаль Канадієнс           | Ц       | 3                 |
| 1932–33 | Едді Шор          | Бостон Брюїнс                | З       | 1                 |
| 1933–34 | Орель Жоля        | Монреаль Канадієнс           | ЛН      | 1                 |
| 1934–35 | Едді Шор          | Бостон Брюїнс                | З       | 2                 |
| 1935–36 | Едді Шор          | Бостон Брюїнс                | З       | 3                 |
| 1936–37 | Бейб Сіберт       | Монреаль Канадієнс           | З       | 1                 |
| 1937–38 | Едді Шор          | Бостон Брюїнс                | З       | 4                 |
| 1938–39 | Тоу Блейк         | Монреаль Канадієнс           | ЛН      | 1                 |
| 1939–40 | Еббі Гудфеллоу    | Детройт Ред-Вінгс            | З       | 1                 |
| 1940–41 | Білл Коулі        | Бостон Брюїнс                | Ц       | 1                 |
| 1941–42 | Томмі Андерсон    | Нью-Йорк Амеріканс           | З       | 1                 |
| 1942–43 | Білл Коулі        | Бостон Брюїнс                | Ц       | 2                 |
| 1943–44 | Бейб Пратт        | Торонто Мейпл-Ліфс           | З       | 1                 |
| 1944–45 | Елмер Лак         | Монреаль Канадієнс           | Ц       | 1                 |
| 1945–46 | Макс Бентлі       | Чикаго Блек-Гокс             | Ц       | 1                 |
| 1946–47 | Моріс Рішар       | Монреаль Канадієнс           | ПН      | 1                 |
| 1947–48 | Бадді О'Коннор    | Нью-Йорк Рейнджерс           | Ц       | 1                 |
| 1948–49 | Сід Абель         | Детройт Ред-Вінгс            | Ц       | 1                 |
| 1949–50 | Чак Рейнер        | Нью-Йорк Рейнджерс           | В       | 1                 |
| 1950–51 | Мілт Шмідт        | Бостон Брюїнс                | Ц       | 1                 |
| 1951–52 | Горді Хоу         | Детройт Ред-Вінгс            | ПН      | 1                 |
| 1952–53 | Горді Хоу         | Детройт Ред-Вінгс            | ПН      | 2                 |
| 1953–54 | Ел Роллінс        | Чикаго Блек-Гокс             | В       | 1                 |
| 1954–55 | Тед Кеннеді       | Торонто Мейпл-Ліфс           | Ц       | 1                 |
| 1955–56 | Жан Беліво        | Монреаль Канадієнс           | Ц       | 1                 |
| 1956–57 | Горді Хоу         | Детройт Ред-Вінгс            | ПН      | 3                 |
| 1957–58 | Горді Хоу         | Детройт Ред-Вінгс            | ПН      | 4                 |
| 1958–59 | Енді Батгейт      | Нью-Йорк Рейнджерс           | ПН      | 1                 |
| 1959–60 | Горді Хоу         | Детройт Ред-Вінгс            | ПН      | 5                 |
| 1960–61 | Берні Жеффріон    | Монреаль Канадієнс           | ПН      | 1                 |
| 1961–62 | Жак Плант         | Монреаль Канадієнс           | В       | 1                 |
| 1962–63 | Горді Хоу         | Детройт Ред-Вінгс            | ПН      | 6                 |
| 1963–64 | Жан Беліво        | Монреаль Канадієнс           | Ц       | 2                 |
| 1964–65 | Боббі Галл        | Чикаго Блек-Гокс             | ЛН      | 1                 |
| 1965–66 | Боббі Галл        | Чикаго Блек-Гокс             | ЛН      | 2                 |
| 1966–67 | Стен Микита       | Чикаго Блек-Гокс             | Ц       | 1                 |
| 1967–68 | Стен Микита       | Чикаго Блек-Гокс             | Ц       | 2                 |
| 1968–69 | Філ Еспозіто      | Бостон Брюїнс                | Ц       | 1                 |
| 1969–70 | Боббі Орр         | Бостон Брюїнс                | З       | 1                 |
| 1970–71 | Боббі Орр         | Бостон Брюїнс                | З       | 2                 |
| 1971–72 | Боббі Орр         | Бостон Брюїнс                | З       | 3                 |
| 1972–73 | Боббі Кларк       | Філадельфія Флайєрс          | Ц       | 1                 |
| 1973–74 | Філ Еспозіто      | Бостон Брюїнс                | Ц       | 2                 |
| 1974–75 | Боббі Кларк       | Філадельфія Флайєрс          | Ц       | 2                 |
| 1975–76 | Боббі Кларк       | Філадельфія Флайєрс          | Ц       | 3                 |
| 1976–77 | Гі Лафлер         | Монреаль Канадієнс           | ПН      | 1                 |
| 1977–78 | Гі Лафлер         | Монреаль Канадієнс           | ПН      | 2                 |
| 1978–79 | Браєн Троттьє     | Нью-Йорк Айлендерс           | Ц       | 1                 |
| 1979–80 | Вейн Грецкі       | Едмонтон Ойлерс              | Ц       | 1                 |
| 1980–81 | Вейн Грецкі       | Едмонтон Ойлерс              | Ц       | 2                 |
| 1981–82 | Вейн Грецкі       | Едмонтон Ойлерс              | Ц       | 3                 |
| 1982–83 | Вейн Грецкі       | Едмонтон Ойлерс              | Ц       | 4                 |
| 1983–84 | Вейн Грецкі       | Едмонтон Ойлерс              | Ц       | 5                 |
| 1984–85 | Вейн Грецкі       | Едмонтон Ойлерс              | Ц       | 6                 |
| 1985–86 | Вейн Грецкі       | Едмонтон Ойлерс              | Ц       | 7                 |
| 1986–87 | Вейн Грецкі       | Едмонтон Ойлерс              | Ц       | 8                 |
| 1987–88 | Маріо Лем'є       | Піттсбург Пінгвінс           | Ц       | 1                 |
| 1988–89 | Вейн Грецкі       | Лос-Анджелес Кінгс           | Ц       | 9                 |
| 1989–90 | Марк Мессьє       | Едмонтон Ойлерс              | Ц       | 1                 |
| 1990–91 | Бретт Галл        | Сент-Луїс Блюз               | ПН      | 1                 |
| 1991–92 | Марк Мессьє       | Нью-Йорк Рейнджерс           | Ц       | 2                 |
| 1992–93 | Маріо Лем'є       | Піттсбург Пінгвінс           | Ц       | 2                 |
| 1993–94 | Сергій Федоров    | Детройт Ред-Вінгс            | Ц       | 1                 |
| 1994–95 | Ерік Ліндрос      | Філадельфія Флайєрс          | Ц       | 1                 |
| 1995–96 | Маріо Лем'є       | Піттсбург Пінгвінс           | Ц       | 3                 |
| 1996–97 | Домінік Гашек     | Баффало Сейбрс               | В       | 1                 |
| 1997–98 | Домінік Гашек     | Баффало Сейбрс               | В       | 2                 |
| 1998–99 | Яромір Ягр        | Піттсбург Пінгвінс           | ПН      | 1                 |
| 1999–00 | Кріс Пронгер      | Сент-Луїс Блюз               | З       | 1                 |
| 2000–01 | Джо Сакік         | Колорадо Аваланш             | Ц       | 1                 |
| 2001–02 | Жозе Теодор       | Монреаль Канадієнс           | В       | 1                 |
| 2002–03 | Петер Форсберг    | Колорадо Аваланш             | Ц       | 1                 |
| 2003–04 | Мартен Сан-Луї    | Тампа-Бей Лайтнінг           | ПН      | 1                 |
| 2004–05 | —                 | —                            | —       | —                 |
| 2005–06 | Джо Торнтон       | Бостон Брюїнс/Сан-Хосе Шаркс | Ц       | 1                 |
| 2006–07 | Сідні Кросбі      | Піттсбург Пінгвінс           | Ц       | 1                 |
| 2007–08 | Олександр Овечкін | Вашингтон Кепіталс           | ЛН      | 1                 |
| 2008–09 | Олександр Овечкін | Вашингтон Кепіталс           | ЛН      | 2                 |
| 2009–10 | Генрік Седін      | Ванкувер Канакс              | Ц       | 1                 |
| 2010–11 | Корі Перрі        | Анагайм Дакс                 | ПН      | 1                 |
| 2011–12 | Євген Малкін      | Піттсбург Пінгвінс           | Ц       | 1                 |
| 2012–13 | Олександр Овечкін | Вашингтон Кепіталс           | ЛН      | 3                 |
| 2013–14 | Сідні Кросбі      | Піттсбург Пінгвінс           | Ц       | 2                 |
| 2014–15 | Кері Прайс        | Монреаль Канадієнс           | В       | 1                 |
| 2015–16 | Патрік Кейн       | Чикаго Блекгокс              | ПН      | 1                 |
| 2016–17 | Коннор Мак-Девід  | Едмонтон Ойлерс              | Ц       | 1                 |
| 2017–18 | Тейлор Голл       | Нью-Джерсі Девілс            | Л       | 1                 |
| 2018–19 | Микита Кучеров    | Тампа-Бей Лайтнінг           | П       | 1                 |
| 2019–20 | Леон Драйзайтль   | Едмонтон Ойлерс              | Ц       | 1                 |
| 2020–21 | Коннор Мак-Девід  | Едмонтон Ойлерс              | Ц       | 2                 |
| 2021–22 | Остон Метьюс      | Торонто Мейпл Ліфс           | Ц       | 1                 |
| 2022–23 | Коннор Мак-Девід  | Едмонтон Ойлерс              | Ц       | 3                 |
| 2023–24 | Натан Мак-Кіннон  | Колорадо Аваланч             | Ц       | 1                 |
| 2024–25 | Коннор Еллебюйк   | Вінніпег Джетс               | В       | 1                 |